# 法莉達 (埃及王后)
法莉達（英語：Farida，出生名為Safinaz Zulficar，1921年9月5日—1988年10月16日）是埃及國王法鲁克一世的第一任妻子並擔任了10年埃及王后。婚後因皇室傳統而改名「法莉達」，婚後產下三位公主。

## 早年生活
法莉達來自埃及的一個貴族家庭，是居住在當地的切尔克斯人。父親Youssef Zulficar Pasha是一名法官而外祖父Muhammad Said Pasha則是有土耳其血統的埃及首相（1910年至1914年）。她早年在亞歷山大港一間由法國修女開辦的學校Notre Dame de Sion接受教育。

## 王后生涯
1937年，法莉达与造访英国的法鲁克一世在伦敦相识，并于同年订婚。1938年1月20日，法莉达与法鲁克一世结婚并改名。受西方文化影响，法莉达王后积极参与慈善活动，鼓励女性参与社会工作。1948年11月19日，法莉达与法鲁克一世离婚。

## 离婚之后
离婚后的法莉达居住在开罗城郊，一直没有再婚。1952年，法鲁克一世被迫传位给与第二任王后所生的独子年仅六个月的福阿德二世後，流亡意大利。同年，埃及改为共和国。1964年，法莉达移居黎巴嫩。1965年3月，法鲁克一世在罗马去世，法莉达与三个女儿前往吊唁。1968年，迁居巴黎。1974年，回到开罗。
中年以后的法莉达热爱美术，曾在美国、欧洲和埃及举办个人画展。
1988年9月，法莉达因白血病住院治疗，同年10月2日转入重症监护室，10月16日病逝。